# 刘琦 (元朝)
刘琦，元朝岳州临湘（今湖南临湘）人。
在他二岁时，母亲刘氏遭乱为兵所劫走，刘琦跟着父亲长大。长大后，叹道：“人皆有母，而我独无！”向父亲告知，去寻找母亲，遍历黄河南北，淮河东西。数年未找到。后在池州之贵池（今安徽贵池）找到，迎以归养。其后十五年而父亲去世，又三年而母亲去世，服丧结束还吃蔬菜。有司上奏其事，朝廷旌表其门“孝义”。